# انکور (بلژیک)
شهر انکور (به فرانسوی: Incourt) در شهرستان نیول در استان اوئلون بربان در منطقه فدرال والوون در کشور بلژیک واقع شده‌است.